# Echinostylinos gorgonopsis
Echinostylinos gorgonopsis är en svampdjursart som beskrevs av Claude Lévi 1993. Echinostylinos gorgonopsis ingår i släktet Echinostylinos och familjen Phellodermidae.
Artens utbredningsområde är havet kring Nya Kaledonien. Inga underarter finns listade i Catalogue of Life.